# Simon Baker
Simon Lucas Baker (Launceston, Tasmània, 30 de juliol de 1969) és un actor australià de televisió i cinema, així com director. És conegut pels seus papers principals a la sèrie de televisió de CBS The Mentalist com a Patrick Jane i The Guardian com a Nicholas Fallin i ha protagonitzat diverses pel·lícules de Hollywood. La seva primera feina d'interpretació va ser en un anunci.
El 14 de febrer de 2013, Baker va ser homenatjat amb una estrella al Passeig de la Fama de Hollywood per la seva contribució a la indústria de l'entreteniment. L'estrella de Baker es pot trobar al 6352 de Hollywood Boulevard.
El 2 d'octubre de 1998, Baker es va casar amb l'actriu australiana Rebecca Rigg després de cinc anys de convivència. Baker va dir a The Ellen DeGeneres Show que un dels seus dos casaments es va celebrar a la platja de Carmel (Califòrnia). Tenen una filla i dos fills: Stella (n. 1993), Claude (n. 1998) i Harry (n. 2001). Baker i Rigg es van separar l'abril de 2020.

## Filmografia

### Cinema
- 1997: L.A. Confidential: Matt Reynolds
- 1997: Es busca (Most Wanted): Stephen Barnes
- 1998: Restaurant: Kenny
- 1998: El petó de Judes (Judas Kiss): Junior Armstrong
- 1998: Love from Ground Zero: Eric
- 1999: Cavalca amb el diable (Ride with the Devil: George Clyde
- 1999: Secret Men's Business: Andy Greville (telefilm)
- 2000: Sunset Strip: Michael Scott
- 2000: Red Planet: Chip Pettengill
- 2001: El misteri del collaret (The Affair of the Necklace): Rétaux de Villette
- 2004: Book of Love: David Walker
- 2005: The ring 2: Max Rourke
- 2005: Land of the Dead: Riley Denbo
- 2006: Something New: Brian Kelly
- 2006: El diable es vesteix de Prada (The Devil Wears Prada): Christian Thompson
- 2007: Sex and Death 101: Roderick Blank
- 2007: The Key to Reserva: Roger Thornberry (curtmetratge)
- 2009: The Lodger: Malcolm Slaight
- 2009: Not Forgotten: Jack Bishop
- 2009: Women in Trouble: Travis McPherson
- 2010: The Killer Inside Me: Howard Hendricks
- 2011: Margin Call: Jared Cohen
- 2013: I Give It a Year: Guy Harrap
- 2017: Breath: Bill "Sando" Sanderson (també director, co-productor i coguionista)
- 2018: Here and Now: Nick
- 2020: High Ground: Travis

### Televisió
- 1992–1993: E Street: Constable Sam Farrell (episodi 1.316)
- 1993: A Country Practice: Stewart Waterman (2 episodis)
- 1993: GP: Ben Miller (episodi: "A Family Affair")
- 1993–1994: Home and Away: James Hudson (19 episodis)
- 1994: Which Way to the War: Pvte Stan Hawke (episodi: "Pilot")
- 1995: Naked (episodi pilot)
- 1995–1996: Heartbreak High: Mr. Thomas 'Tom' Summers (8 episodis)
- 1996: Naked: Stories of Men: Gabriel (episodi: "Blind-Side Breakaway")
- 1996: Sweat: Paul Steadman (episodi: #1.3)
- 2001–2004: The Guardian: Nick Fallin (67 episodis; personage principal)
- 2006–2007: Smith: Jeff Breen (7 episodis)
- 2008–2015: The Mentalist: Patrick Jane (151 episodis; personage principal)